# Jānis Kaufmanis
Jānis Kaufmanis (ur. 3 października 1989) – łotewski koszykarz. W sezonie 2024/2025 reprezentuje barwy BK Gulbenes Buki.

## Osiągnięcia
Indywidualne
- Lider strzelców ligi łotewsko-estońskiej (2019)